# René Sobral
Rene de Lima Sobral, conhecido como René Sobral (pronuncia-se "Renê") (São Paulo, 12 de Março de 1977)  é um intérprete de samba-enredo do Carnaval de São Paulo. .

## Carreira
Iniciou sua carreira na escola de samba Barroca Zona Sul em 2001, passando pela Mocidade Alegre em 2002, e sendo em 2003 convidado a ser o cantor oficial do samba da Vai-Vai. Desde 2004 vem defendendo as cores da Tom Maior.  Apos 13 anos Renê Sobral deixou a Tom Maior e acertou com a GRCES Dragões da Real para o carnaval 2017.

## Premiações
- Estrela do Carnaval

1. 2020 - Melhor intérprete (Dragões da Real)[4]

- Troféu Nota 10

1. 2006 - Melhor intérprete
2. 2014 - Melhor intérprete